# Barylypa notocarinata
Barylypa notocarinata là một loài tò vò trong họ Ichneumonidae.